# Tomares
Tomares è un comune spagnolo di 22 772 abitanti, situato nella comunità autonoma dell'Andalusia. Solo il fiume Guadalquivir lo separa dalla città di Siviglia, dove lavora o studia gran parte della sua popolazione.
Tomares è stato uno dei primi comuni nei dintorni di Siviglia a subire i processi di urbanizzazione massiccia tipici delle moderne aree metropolitane, al punto che il 90% del territorio comunale è già edificato. È in assoluto il comune andaluso con il più alto reddito pro capite.